# Gullkrokus
Gullkrokus (Crocus flavus) är en irisväxtart som beskrevs av Richard Weston. I den svenska databasen Dyntaxa används istället namnet Crocus × stellaris. Enligt Catalogue of Life ingår Gullkrokus i släktet krokusar och familjen irisväxter, men enligt Dyntaxa är tillhörigheten istället släktet krokusar och familjen irisväxter. Arten förekommer tillfälligt i Sverige, men reproducerar sig inte.

## Underarter
Arten delas in i följande underarter:
- C. f. dissectus
- C. f. flavus

## Bildgalleri

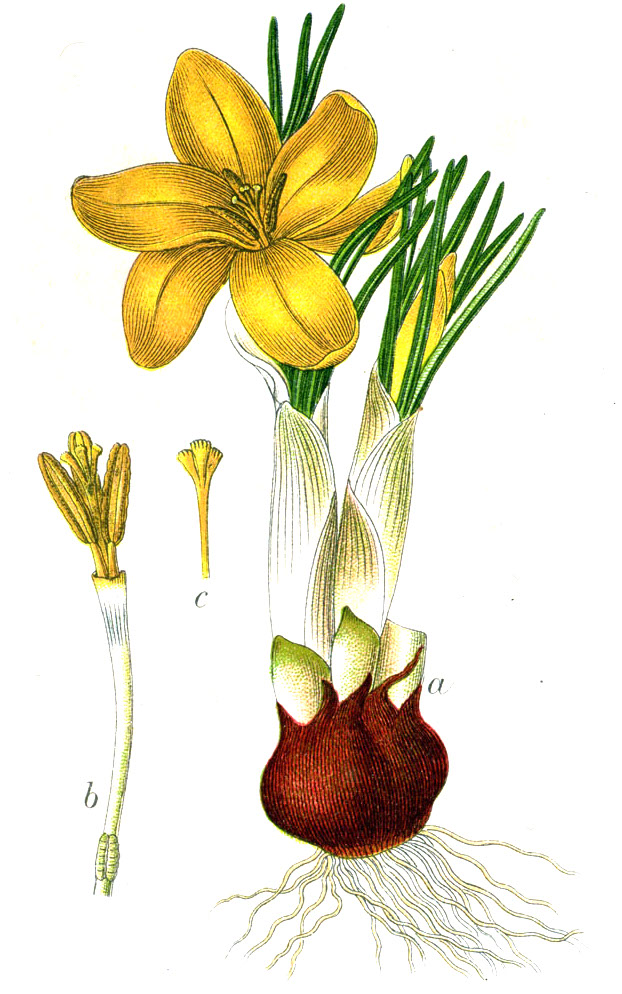
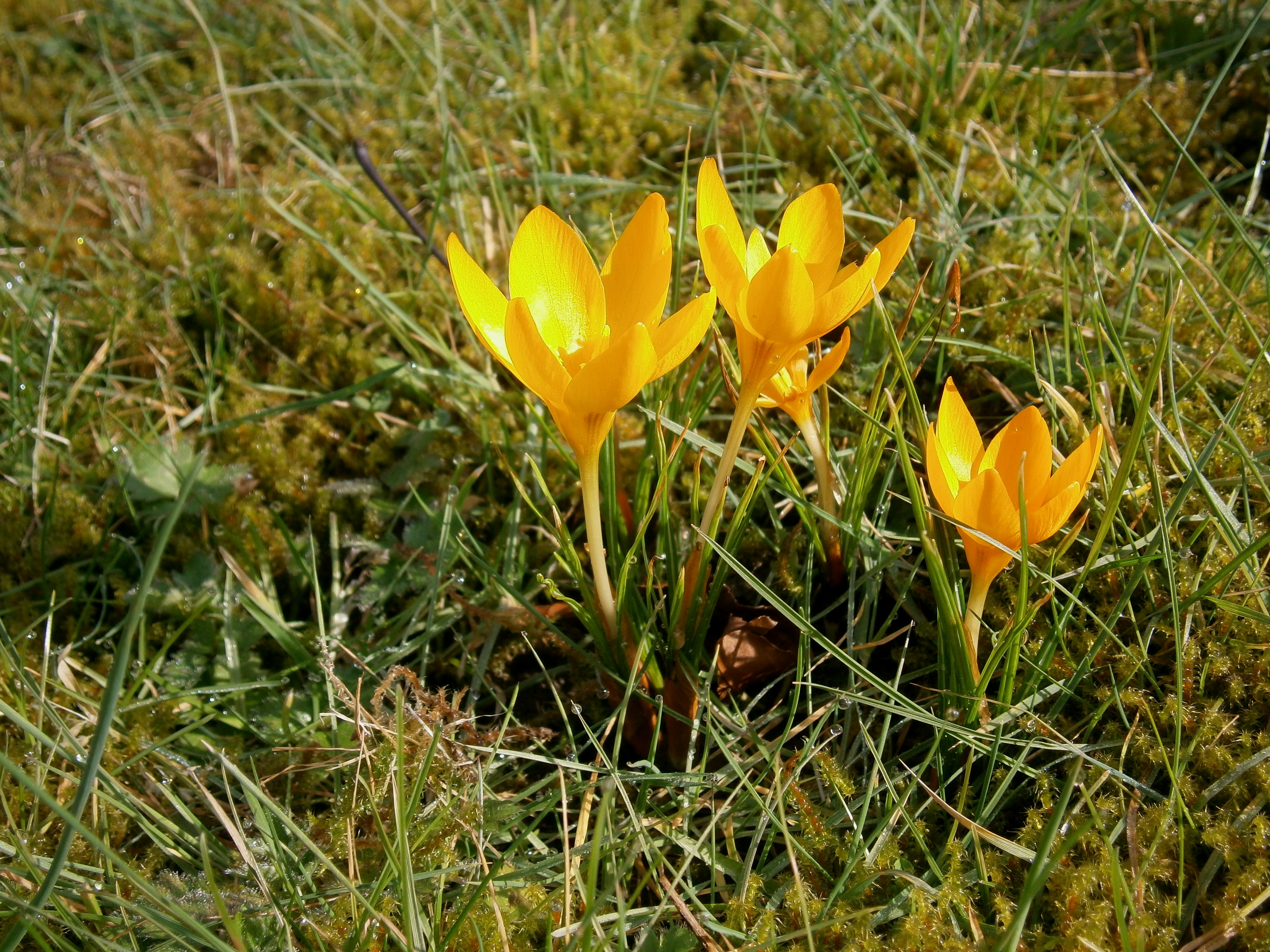
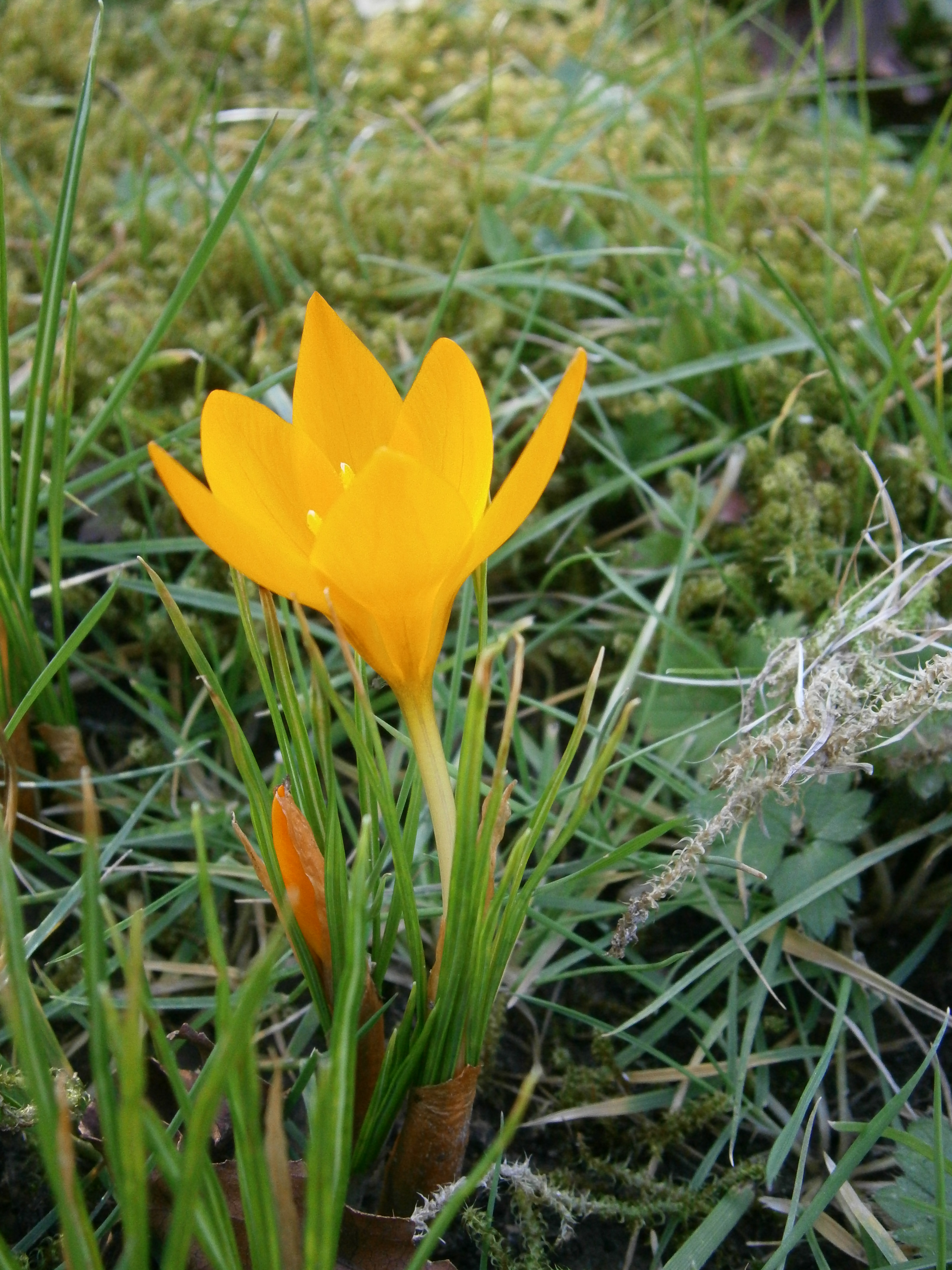
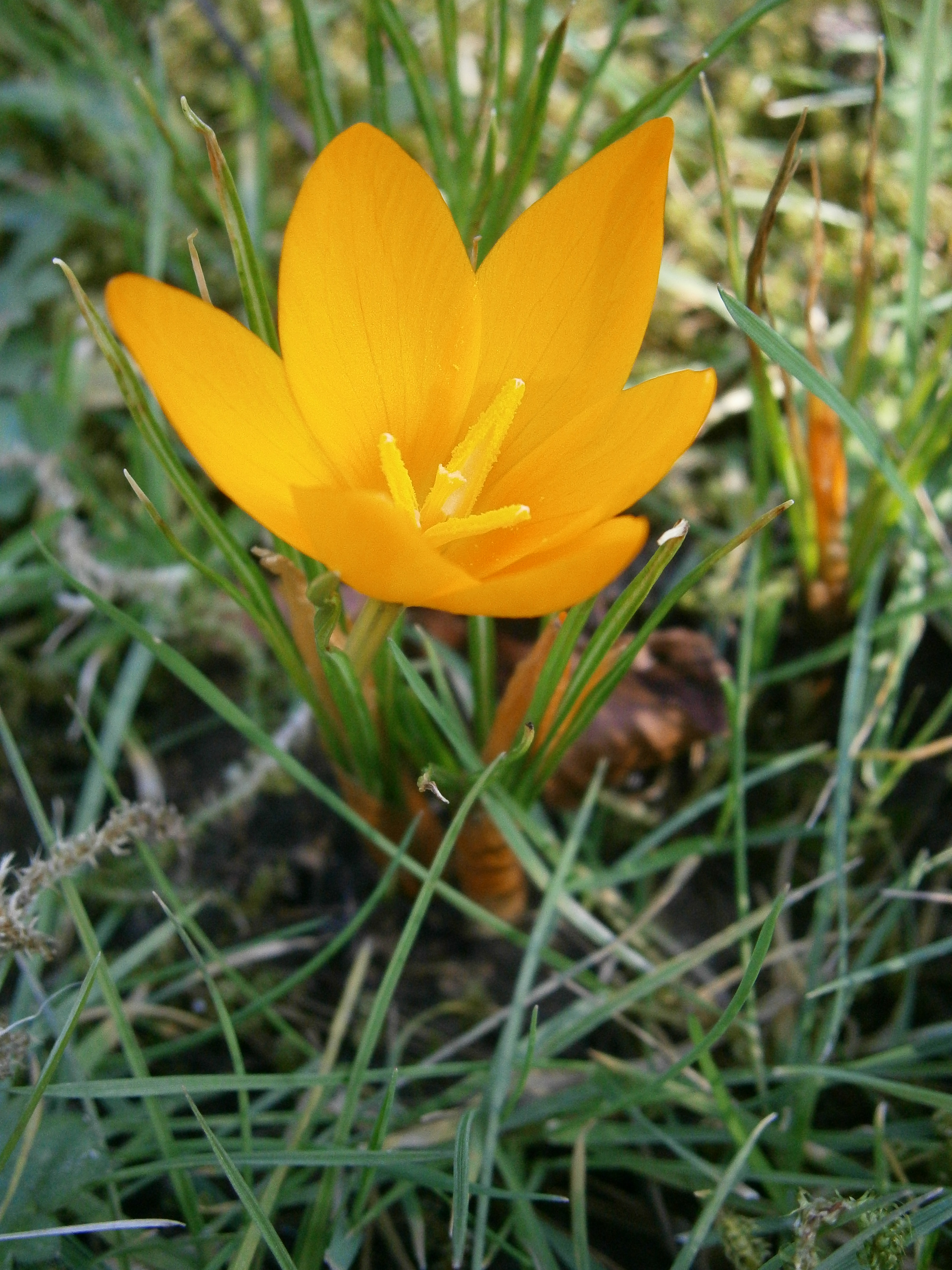
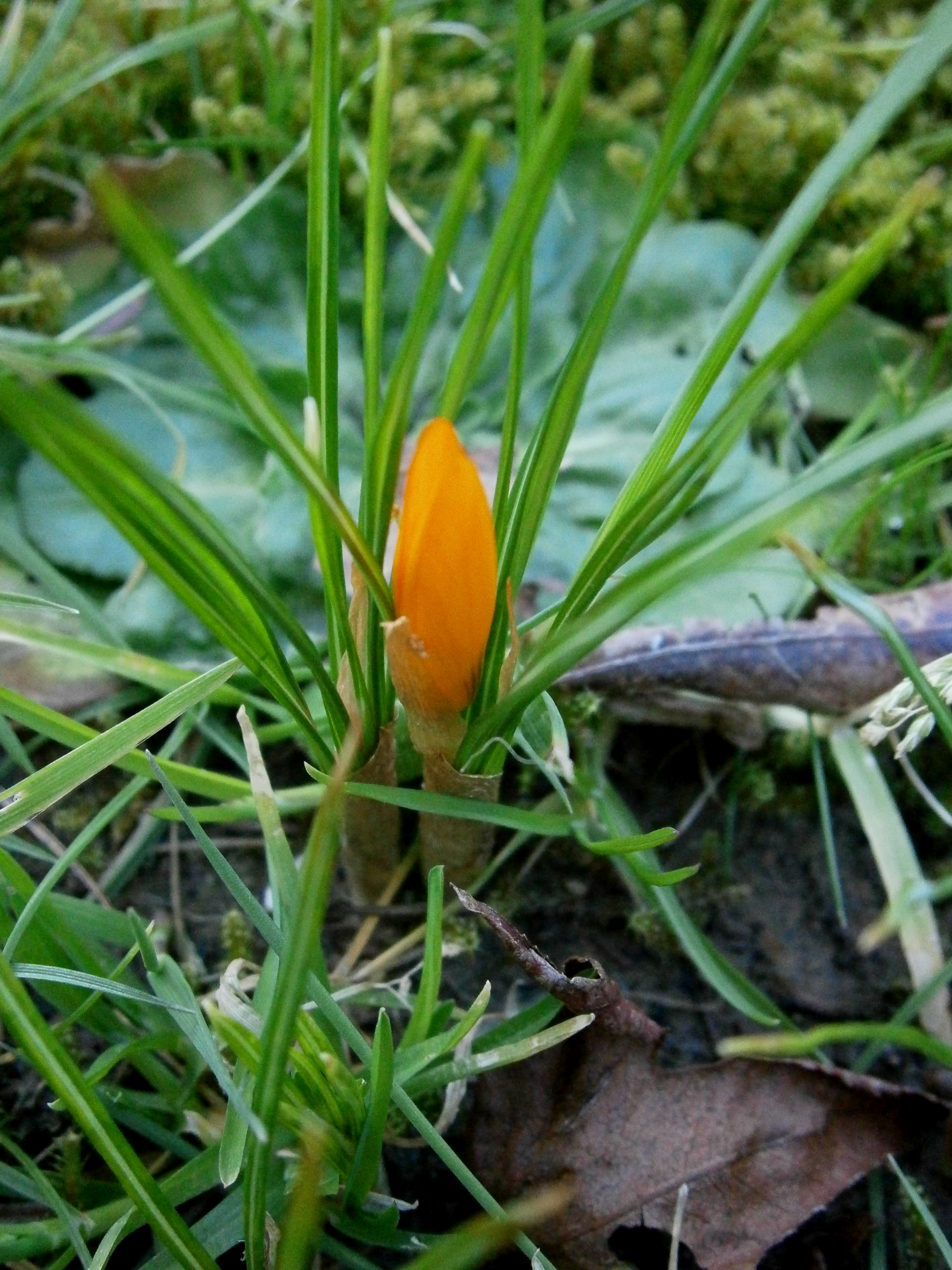
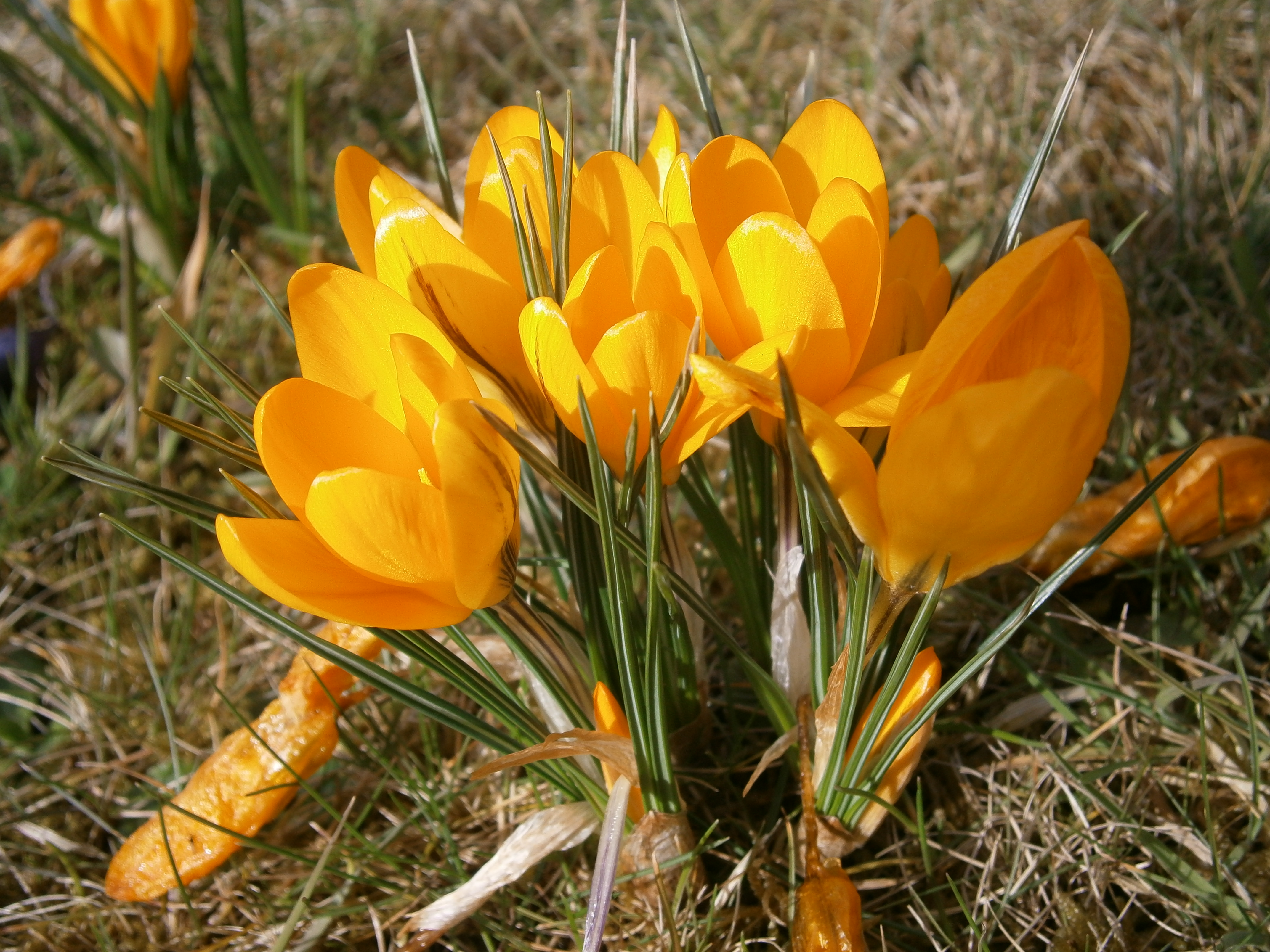